# Cerro de La Encantada (México)
El cerro de La Encantada o picacho del Diablo de aproximadamente 3090 m s. n. m. es la trigésima quinta montaña más alta de México, y la más alta de toda la península de Baja California. Es parte de la sierra de San Pedro Mártir y administrativamente se encuentra en los límites del municipio de San Felipe, Baja California y de las delegaciones de Punta Colonet, en Ensenada, Baja California.

## Geografía
La cima del cerro de La Encantada o picacho del diablo se encuentra aproximadamente en las coordenadas 115°22'30" longitud oeste y 30°59'32" latitud norte, cerca de 3090 m s. n. m., lo cual la convierte en la más alta de toda la península de Baja California y por ende, la más alta del estado de Baja California y del municipio de Mexicali. Se encuentra dentro del sistema central bajacaliforniano, en un subsistema orográfico denominado sierra de San Pedro Mártir, el cual concentra las mayores elevaciones de la península bajacalifoniana.
La montaña se encuentra aproximadamente a 180 kilómetros al sur de la ciudad de Ensenada, a poco más de 52 km al oeste de la costa del golfo de California y del puerto de San Felipe y la localidad de Puertecitos, y alrededor de 70 kilómetros al este de la localidad de San Quintín. El observatorio nacional de San Pedro Mártir dista 10 km aproximadamente de La Encantada y es precisamente esta carretera al observatorio nacional la que llega más cerca de esta elevación.

### Clima
El clima estimado para la cima puede corresponder al tipo Dsb o Dwb dependiendo de cómo se mire. En el caso de Dsb, entre abril y septiembre existe un mes que es el triple de seco que uno entre octubre y marzo, mientras que en cuanto a Dwb existe entre abril y septiembre un mes que justo llega al margen de ser diez veces más lluvioso que uno entre octubre y marzo.
| Parámetros climáticos promedio de Picacho del Diablo | Parámetros climáticos promedio de Picacho del Diablo | Parámetros climáticos promedio de Picacho del Diablo | Parámetros climáticos promedio de Picacho del Diablo | Parámetros climáticos promedio de Picacho del Diablo | Parámetros climáticos promedio de Picacho del Diablo | Parámetros climáticos promedio de Picacho del Diablo | Parámetros climáticos promedio de Picacho del Diablo | Parámetros climáticos promedio de Picacho del Diablo | Parámetros climáticos promedio de Picacho del Diablo | Parámetros climáticos promedio de Picacho del Diablo | Parámetros climáticos promedio de Picacho del Diablo | Parámetros climáticos promedio de Picacho del Diablo | Parámetros climáticos promedio de Picacho del Diablo |
| Mes | Ene.                                                 | Feb.                                                 | Mar.                                                 | Abr.                                                 | May.                                                 | Jun.                                                 | Jul.                                                 | Ago.                                                 | Sep.                                                 | Oct.                                                 | Nov.                                                 | Dic.                                                 | Anual                                                |
| --- | ---------------------------------------------------- | ---------------------------------------------------- | ---------------------------------------------------- | ---------------------------------------------------- | ---------------------------------------------------- | ---------------------------------------------------- | ---------------------------------------------------- | ---------------------------------------------------- | ---------------------------------------------------- | ---------------------------------------------------- | ---------------------------------------------------- | ---------------------------------------------------- | ---------------------------------------------------- |
| Temp. máx. media (°C) | 4.1                                                  | 5.1                                                  | 8.1                                                  | 11.1                                                 | 15.1                                                 | 20.1                                                 | 21.1                                                 | 21.1                                                 | 18.1                                                 | 13.1                                                 | 8.1                                                  | 4.1                                                  | 12.4                                                 |
| Temp. media (°C) | -1.4                                                 | -0.9                                                 | 1.1                                                  | 3.1                                                  | 6.6                                                  | 11.1                                                 | 13.6                                                 | 14.1                                                 | 11.6                                                 | 6.6                                                  | 2.1                                                  | -1.9                                                 | 5.5                                                  |
| Temp. mín. media (°C) | -6.9                                                 | -6.9                                                 | -5.9                                                 | -4.9                                                 | -1.9                                                 | 2.1                                                  | 6.1                                                  | 7.1                                                  | 5.1                                                  | 0.1                                                  | -3.9                                                 | -7.9                                                 | -1.5                                                 |
| Lluvias (mm) | 15                                                   | 13                                                   | 8                                                    | 4                                                    | 4                                                    | 7                                                    | 46                                                   | 82                                                   | 49                                                   | 12                                                   | 9                                                    | 15                                                   | 264                                                  |
| Fuente: Meteoblue="NCDC"> https://www.meteoblue.com/es/tiempo/pronostico/modelclimate/cerro-potosí_méxico_3992148=Meteoblue. Falta el \|título= (ayuda) 6 de octubre de 2011 |                                                      |                                                      |                                                      |                                                      |                                                      |                                                      |                                                      |                                                      |                                                      |                                                      |                                                      |                                                      |                                                      |